# Atarba (Atarba) hirticornis
Atarba (Atarba) hirticornis is een tweevleugelige uit de familie steltmuggen (Limoniidae). De soort komt voor in het Neotropisch gebied.